# Babah Lueng (Pantai Ceuremen)
Babah Lueng is een bestuurslaag in het regentschap Aceh Barat van de provincie Atjeh, Indonesië. Babah Lueng telt 179 inwoners (volkstelling 2010).